# Симптом Образцова
Симптом Образцова — боль в правой подвздошной области при поднимании больным выпрямленной правой ноги. Причиной является раздражение рецепторов воспаленного аппендикса при напряжении большой поясничной мышцы (лат. Psoas major, часть подвздошно-поясничной мышцы, Iliopsoas) и мышц передней брюшной стенки.
Клиническое значение: симптом острого ретроцекального аппендицита.